# Aki-Iurt
Aki-Iurt (en rus: Аки-Юрт) és un poble de la República d'Ingúixia, el 2019 tenia 1.522 habitants.